# Château de Préaux-Saint-Sébastien
Le château de Préaux-Saint-Sébastien est une demeure des XVIe – XVIIIe siècles, qui se dresse sur le territoire de l'ancienne commune française de Préaux-Saint-Sébastien dans le département du Calvados, en région Normandie.

## Localisation
Le château est situé en face de l’église Saint-Sébastien de Préaux-Saint-Sébastien au sein de la commune nouvelle de Livarot-Pays-d'Auge dans le département français du Calvados.

## Historique
Le château occupe le site d'un ancien château fort. Le fief, qui s'étendait sur Préaux et en partie sur le territoire de Meulles, était un demi-fief de haubert, relevant de la Lande, à Cerqueux et était tenu par « foy et hommage du seigneur de la Lande ». Le seigneur de préaux nommait à la cure.
Son plus ancien seigneur connu est un prêtre, Osbert Halbout, qui vivait au début du XIVe siècle. À la fin du XIVe siècle le fief est la possession de la famille de Saint-Aubin qui en sera dépossédé temporairement en 1412 pendant l'occupation anglaise lors de la seconde phase de la guerre de Cent Ans. À la fin du XVe siècle, celui-ci échoit à la famille Baudouin. C'est à Gaston Baudouin, seigneur de Préaux, de La Chapelle-Gautier et du Fay, que l'on doit la construction du château, dont il subsiste des parties du XVIe siècle.
À la fin du XVIe siècle, le château passe à la famille de Moges à la suite du mariage en 1595 de Marie Baudouin avec Scipion de Moges, dont la famille le conservera jusqu'en 1730, année où il échoit à Charles Lebas. On trouve ensuite la famille d'Hommey (1802), puis Triboul (1844).
Le château actuel date des XVIe – XVIIIe siècles : le corps de logis date du règne de Louis XV. Arcisse de Caumont évoque le XVIe siècle pour les tourelles. D’autres sources évoquent pour les tours cylindriques une construction au XVIIe siècle.
Arcisse de Caumont évoque un ancien statut de prieuré pour l’édifice, du fait du nom local « la Moinerie » donnée par les habitants aux lieux.

## Description
Le château fut édifié à deux époques différentes. Le corps de logis, de plan rectangulaire, d'un étage sur rez-de-chaussée, date du XVIIIe siècle, et les deux tours qui flanquent le pignon nord sont du XVIIe siècle.
Arcisse de Caumont indique que les bâtiments du corps de logis sont en pierre et pourvus d’un fronton et de deux tourelles d'angle au nord. Le même note des barreaux de fenêtres des tourelles dignes d’intérêt.
La façade est du corps de logis présente en son centre un avant-corps, d'une largeur de trois fenêtres, en léger saillie, surmonté d'un fronton triangulaire, avec au milieu la porte d'entrée. De chaque côté de celui-ci, la façade est percée de deux baies à chaque niveau. À noter que toutes les ouvertures sont parfaitement alignées. Un bandeau mouluré le long de la façade sépare les deux niveaux surmontés par une corniche également moulurée qui courre sous le toit. La façade ouest reprend a peu-près les mêmes dispositions.
Les tours cylindrique sont quant à elles percées de fenêtres accostées de nervures prismatiques, et arborent à leurs bases et à l'étage un bandeau de pierre. Elles sont couvertes par un toit en poivrière, sous une corniche, et surmontées d'un épi de faîtage vernissé. Elles ont été reliées ultérieurement par une construction basse en brique qui prend appui sur le pignon du XVIe siècle, bien que des passages avaient été aménagés entre celles-ci et le corps de logis.
L’édifice est pourvu également de belles cheminées de briques.
Le colombier cylindrique, de presque 30 mètres de diamètre, situé devant le château, a des murs appareillés avec une alternance de lits de brique Saint-Jean de couleur rose saumon, et de pierre calcaire, qui sont interrompus, à partir du troisième lit, par des pilastres plats verticaux. On accède au colombier par une porte orientée du côté du château. Elle est surmontée d'un linteau massif dont les sculptures ont été arasées.

## Protection
Le château est inscrit au titre des monuments historiques par arrêté du 7 novembre 1927.